# 4796 Льюїс
4796 Льюїс (4796 Lewis) — астероїд головного поясу, відкритий 3 червня 1989 року.
Тіссеранів параметр щодо Юпітера — 3,532.